# Am Limit
Am Limit (pol. Do granic) – film dokumentalny o tematyce wspinaczkowej, przedstawiający rekordowe przejście drogi The nose na górze El Capitan dokonane techniką sztucznych ułatwień przez braci Alexandra i Thomasa Huberów.

## Obsada
- Thomas Huber jako on sam
- Alexander Huber jako on sam
- Dean Potter jako on sam
- Chongo jako on sam